# Pertti Alaja
Pertti Alaja (Helsinki, 1952. február 18. – Espoo, 2017. augusztus 18.) válogatott finn labdarúgó, kapus, edző.
1973 és 1983 között 29 alkalommal szerepelt a finn válogatottban.

## Sikerei, díjai
HJK
- Finn bajnokság
  - bajnok: 1973